# Hazarowie

Hazarowie w Afganistanie (kolor ciemnozielony)

Hazarowie (pers. ‏هزاره‎) – lud częściowo pochodzenia mongolskiego zamieszkujący Hazaradżat w środkowym Afganistanie. Liczy ok. 5 mln osób (2011) – ok. 18% ludności Afganistanu. Posługują się językiem hazarskim (hazaragi) i językiem dari, należącymi do irańskiej grupy językowej. Wyznają islam (szyici).
Osiedlili się w Afganistanie w XIII wieku, zachowując swoją niezależność do 1892 r. Ich obecnym przywódcą jest Karim Chalili.